# Jezioro Mytycze
Jezioro Mytycze – jezioro położone na Równinie Łęczyńsko-Włodawskiej, położone w woj. lubelskim, w powiecie lubartowskim, w gminie miejsko-wiejskiej Ostrów Lubelski, niedaleko wsi Rozkopaczew.